# Gordelpalpmot
De gordelpalpmot (Recurvaria leucatella) is een vlinder uit de familie van de tastermotten (Gelechiidae). De wetenschappelijke naam van de soort is, als Phalaena leucatella, in 1759 voor het eerst geldig gepubliceerd door Carl Alexander Clerck.
De spanwijdte van de vlinder bedraagt 14 tot 15 millimeter.

## Waardplanten
Recurvaria leucatella heeft meidoorn en appel als waardplanten, maar is ook gemeld van wilde lijsterbes.

## Voorkomen in Nederland en België
Recurvaria leucatella is in Nederland een niet zo algemene en in België een vrij algemene soort. De soort vliegt van mei tot in augustus.